# Летовіцит
Летовіцит (рос. летовицит; англ. letovicite; нім. Letovicit m) — мінерал, кислий сульфат амонію ланцюжкової будови.

## Загальний опис
Хімічна формула: (NH4)3H[SO4]2.
Містить (%): NH3 — 20,67; SO3 — 64,76; H2O — 14,57.
Сингонія моноклінна. Вид призматичний. Форми виділення: дрібні псевдогексагональні пластинки та зернисті маси, пластинчасті двійники. Спайність ясна по (001). Густина 1,83. Безбарвний до білого. Прозорий. Злам нерівний.
Утворюється при горінні відвалів на вугільних шахтах. Рідкісний.
За назвою родововища Летовіце (Моравія, Чехія), J. Sekanina, 1932.